# Doktor Minorka Vidor nagy napja
A Doktor Minorka Vidor nagy napja 1986-ban bemutatott magyar mesefilm, amely Békés Pál meséje alapján készült. Az élőszereplős játékfilm rendezője Sólyom András. A zenéjét Márta István szerezte. Műfaja fantasy-filmvígjáték. A mozifilm a Mafilm Játékfilmstúdió gyártásában készült, a MOKÉP forgalmazásában jelent meg. 
Magyarországon 1987. október 8-án mutatták be a mozikban.

## Cselekmény
A mesefilm egyik főszereplője, Dorka egy szép napon a nagynénjével kimegy a piacra. Vesznek egy nagy, levesbe való tyúkot. A nagynéni meglát egy régen áhított fehér tollseprűt, ám ezt az árus nem akarja eladni, mire a harcias nagynéni kikapja a kezéből és meglóbálja. Megtörik a varázslat, amely eddig a piac békéjét biztosította, és újra dúl az ősi háborúság kofák, hentesek és halasok között. Sem a tyúknak álcázott bölcsészdoktor, Minorka Vidor, sem az idegbeteg jó tündér, Emília nem képes visszaállítani a rendet, míg a nagynéni újra meg nem lóbálja azt a bizonyos tollseprűt.

## Szereplők
- Haumann Péter – Dr. Minorka Vidor (hangja)
- Boldoghy Borbála – Dorka (Dorottya)
- Margitai Ági – Teréz
- Tábori Nóra – Gumó Ida, zöldséges kofa
- Ujlaki Dénes – Szaft úr, hentes
- Hollósi Frigyes – Filé Barna, halárus
- Csákányi Eszter – Emília, jótündér
- Koltai Róbert – Kvaszta Simi
- Gera Zoltán – Tyúkárus
- Baranyi László – Mortadella
- Kádár Flóra – Rakodó kofa
- Haraszin Tibor – Brokkoliárus
- Hornung Gábor – Csóka Elek
- Bata János – Hentes
- Horineczky Erika – Kofa

További szereplők: Balázs Kálmán, Czibulás Péter, Fakan Balázs, Holok László, Jávor Katalin, Kőmíves Tibor, Nánási Ottó, Pillók Gabriella, Sebestyén Béla, Szörényi Zsolt, Teszák Marianna, Virág László

## Televíziós megjelenések
Duna TV, Filmmúzeum, M2, M1, Duna World, Magyar Mozi TV